# 岩橋玄樹
岩橋玄樹（日语：／ Iwahashi Genki，1996年12月17日—），原傑尼斯事務所旗下組合King & Prince成員。

## 簡歷
- 岩橋在小學3年級受到校園欺凌，因而患上恐慌症。
- 2010年10月30日加入傑尼斯事務所，加入原因是對自己的顏值有著極高的自信，並自認是全東京最可愛的人。
- 2018年1月17日，與岸優太、神宮寺勇太、平野紫耀、永瀨廉、高橋海人組成King & Prince 。
- 2018年5月23日，隨King & Prince組合正式出道。
- 2018年10月26日，岩橋玄樹於出道後人氣爆紅，在備受各界注目下壓力大增，令嘔吐和暈眩的發作更為頻密。岩橋終於宣布因恐慌症惡化，決定11月初起停工休養一段時間，King & Prince組合將以5人姿態繼續活動。[1]
- 2019年2月28日，傑尼斯事務所發聲明，表示岩橋玄樹本来於本月17日宣布復工，但是病情再度惡化，他將在醫生建議下入院接受治療，並繼續停工。[2]
- 2021年3月29日， 傑尼斯事務所官網公告King & Princ 岩橋玄樹2021年3月31日退團、退社。岩橋玄樹自2018年10月起，以恐慌症治療為由停止演藝活動，在官網發表聲明上，岩橋玄樹自述小時候就患有恐慌症，在出道後因為環境的關係，導致恐慌症惡化、病情時好時壞，雖然休養了兩年，但自己的狀況很難向團員與粉絲們詳細報告，所以決定退團與退社，並謝謝粉絲11年來的支持，以及謝謝團員5人對自己的照顧與感謝。
- 2021年4月1日退社後開設個人Instagram。
- 2021年10月1日公佈，將於同年12月推出新曲。
- 2023年3月18日，於官方網站及SNS宣布隸屬於美國經紀公司「Three Six Zero」[3]。

## 演出

### 電視劇
- 幽靈女友（2013年4月9日 - 6月18日、關西電視台）- 飾 手嶋健太郎
- SHARK〜2nd Season〜（2014年4月20日 - 7月13日、日本電視台）- 飾 北川旭
- 都市警衛24（2016年9月16日 、日本電視台）- 飾 篠宮讓
- 一定要喜歡社團活動嗎？（2018年10月23日〔22日深夜〕- 12月24日〔23日深夜〕、日本電視台）- 飾 大山（與高橋海人、神宮寺勇太共同三人主演）
- 戀愛的正確標記法（2025年7月14日 - 、TOKYO MX）- 飾 鈴木弘（主演）

### 綜藝節目
- 真夜中のプリンス（2016年4月9日 - 2018年4月1日）[4]
- ジャニーズJr.dex（2017年10月22日 - 2018年3月4日）[5]

## 音樂唱片
- （King & Prince時期之作品请参閲相关頁面）

### 單曲
| 枚  | 發售日        | 標題            | 規格編號                      | 規格編號   | 規格編號 | 最高位 |
| 枚  | 發售日        | 標題            | 期間・完全限定盤              | 初回限定盤 | 通常盤   | 最高位 |
| --- | ------------- | --------------- | ----------------------------- | ---------- | -------- | ------ |
| 1st | 2021年12月1日 | My Lonely X’mas | ROKC-003 （粉絲俱樂部限定盤） | ROKC-002   | ROKC-001 | 3位    |
| 2st | 2022年5月25日 | PAJAMA PARTY    | ROKC-006 （粉絲俱樂部限定盤） | ROKC-005   | ROKC-004 | 4位    |

### 專輯
| 枚  | 發售日        | 標題        | 規格編號 | 最高位 |
| --- | ------------- | ----------- | -------- | ------ |
| 1st | 2022年8月10日 | How To Love |          | 4位    |

## 外部連結
- 官方网站
- GENKI IWAHASHI的Instagram帳戶
- 岩橋玄樹的X（前Twitter）
- 岩橋玄樹的TikTok
- YouTube上的GENKI IWAHASHI頻道